# Paweł Radziński
Paweł Nikodem Radziński (ur. 16 czerwca 1954 w Gnieźnie) – polski skrzypek; profesor sztuk muzycznych Akademii Muzycznej im. Feliksa Nowowiejskiego w Bydgoszczy.

## Działalność muzyczna

### Młodość i edukacja
Pierwsze lekcje gry na skrzypcach rozpoczął w wieku siedmiu lat – jego pierwszym nauczycielem był jego ojciec. Po ukończeniu Podstawowej Szkoły Muzycznej w Gnieźnie, rozpoczął naukę w Liceum Muzycznym im. M. Karłowicza w Poznaniu, w klasie skrzypiec M. Kujawy.
Po zdaniu matury wygrał konkurs na stypendium zagraniczne ministra kultury i sztuki na studia w Konserwatorium im. P. Czajkowskiego w Moskwie, przy katedrze prof. D. Ojstracha, w klasie V. Pikajzena. Studia ukończył z wyróżnieniem w 1979 r.

### Działalność koncertowa
Po studiach uczestniczył w wielu kursach mistrzowskich m.in. u H. von Hauseggera, R. Ricciego, H. Szerynga. Od tego czasu rozpoczyna działalność koncertową w Polsce oraz za granicą, m.in. Belgii, Danii, Finlandii, Francji, Jugosławii, Niemczech, Norwegii, Szwajcarii, Szwecji, Włoszech, Związku Radzieckiego czy w Kanadzie. Brał udział w licznych konkursach w Polsce (m.in. Lublin, Wrocław) oraz za granicą (m.in. Montreal, Belgrad, Paryż), gdzie zdobył liczne nagrody i wyróżnienia.

### Działalność naukowa
W 1979 rozpoczął pracę na Akademii Muzycznej w Bydgoszczy. W 1984 r. uzyskał stopień adiunkta, a w 1995 r. stopień profesora Akademii Muzycznej im. F. Nowowiejskiego. W 1998 otrzymał z rąk prezydenta RP Aleksandra Kwaśniewskiego tytuł profesora sztuk muzycznych.
Od 1991 prowadził klasę skrzypiec w Konserwatorium Szwedzkim w Jakobstad, jak również wykładał na Wydziale Muzycznym Uniwersytetu w Vasie (Finlandia). Prowadził regularnie kursy mistrzowskie w Polsce oraz krajach europejskich. Wielokrotnie jest zapraszany do pracy w jury konkursów skrzypcowych (m.in. Konkurs im. H. Wieniawskiego, Konkursy im. Z. Jahnkego, Konkurs Młodych Skrzypków).
W 2002 został kierownikiem artystycznym letniego Festiwalu „Muzyka w świetle księżyca” w zespole parkowo-pałacowym w Lubostroniu, którego inicjatorem był Dyrektor Pałacu Lubostroń Andrzej Budziak. Z inspiracji Paola del Bianco we Florencji i przy wsparciu Akademii Muzycznej w Bydgoszczy, w 2004 podjął pracę badawczą nad twórczością skrzypcową P. Nardiniego i jego wpływie na rozwój włoskiej szkoły skrzypcowej.

### Orkiestra „Academia Baltica”
W 1989 założył Orkiestrę Kameralną „Academia”, pomyślaną jako warsztat dla praktycznej nauki gry na skrzypcach.
Liczne wyjazdy naukowo-artystyczne sprawiły, iż z orkiestrą studencką zaczęli współpracować studenci poznani podczas zagranicznych kursów. Orkiestra przekształciła się w międzynarodowy zespół „Academia Baltica”, w której grają studenci z krajów europejskich i rozpoczęła koncerty w wielu krajach Europy. Paweł Radziński propaguje z wielką pasją muzykę współczesną. Od 2006 roku Orkiestra Kameralna działa pod nazwą Accademia dell’Arco.

## Rodzina
Paweł Radziński jest żonaty z Joanną – solistką, kameralistką w „Capelli Bydgostiensis”. Posiada córkę Michalinę i syna Piotra.

## Odznaczenia
- laureat Fundacji im. L. Kronenberga (1999)
- Medal Komisji Edukacji Narodowej (1999)
- Srebrny Krzyż Zasługi (2004)
- Złoty Krzyż Zasługi
- Brązowy Medal „Zasłużony Kulturze Gloria Artis” (2014)[1]